# Nebria carpathica
Nebria carpathica este o specie de gândac de sol din subfamilia Nebriinae, care este endemică României.